# 6 ottobre
Il 6 ottobre è il 279º giorno del calendario gregoriano (il 280º negli anni bisestili). Mancano 86 giorni alla fine dell'anno.

## Eventi
- 3761 a.C. – Inizia l'anno 1 del calendario ebraico
- 105 a.C. – Battaglia di Arausio: i Cimbri infliggono una pesante sconfitta all'esercito romano di Gneo Mallio Massimo
- 68 – Nella battaglia di Artaxata le armate di Lucullo sconfiggono Tigrane II d'Armenia
- 891 – Consacrazione di papa Formoso
- 1111 – Baldovino VII diventa conte delle Fiandre
- 1499 – Luigi XII di Francia occupa la città di Milano
- 1538 – Tra le ore 15:00 e 16:00 un'improvvisa e violenta esplosione del vulcano Monte Nuovo, benché l'ultima della sua breve attività eruttiva, miete ben 24 vittime fra gli incauti scalatori
- 1582 – Questo giorno non esiste nel calendario gregoriano: per riallineare il calendario alle stagioni, i giorni dal 5 al 14 ottobre 1582 sono saltati
- 1600 – L'Euridice di Jacopo Peri, la più antica opera sopravvissuta, debutta a Firenze
- 1683 – I primi coloni olandesi di fede mennonita arrivano in Pennsylvania
- 1689 - Viene eletto papa Alessandro VIII
- 1789 – Il popolo di Francia fa irruzione nella Reggia di Versailles, viene placato dall'apparizione sul balcone della regina Maria Antonietta
- 1799 – Nella battaglia di Castricum una coalizione franco-olandese sconfigge la coalizione anglo-russa durante il periodo della Seconda coalizione
- 1800 - La Regia Armata Sarda, in questo giorno che da allora è chiamato Sa die de s'atacu, attaccò il villaggio di Thiesi (Sardegna) gli abitanti oppongono resistenza e 14 di loro rimangono uccisi
- 1820 – Arresto del patriota italiano Piero Maroncelli da parte degli austriaci
- 1889 – Thomas Edison mostra il suo primo film
- 1889 – A Parigi apre i battenti il Moulin Rouge
- 1908 – L'Austria si annette Bosnia ed Erzegovina
- 1924 – In Italia iniziano le prime trasmissioni radiofoniche
- 1927 – Proiezione de Il cantante di jazz, primo film sonoro
- 1928 – Chiang Kai-shek diventa presidente della Repubblica Cinese
- 1929 – In nove città viene giocata la prima giornata del primo Campionato di calcio di Serie A a girone unico
- 1938 – Il Gran consiglio del fascismo sulle leggi razziali pubblica la "Dichiarazione sulla razza"
- 1943 – La città di Lanciano, unica in Abruzzo e nell'Italia centrale, si ribella alla truppe tedesche: è la rivolta dei Martiri ottobrini
- 1944 – Battaglia del passo di Dukla (Carpazi). L'Armata Rossa entra in Slovacchia
- 1950 – Battaglia di Markham Gartok: invasione cinese del Tibet da parte dell'Armata Popolare di Liberazione
- 1956 – Il medico polacco Albert Bruce Sabin scopre il vaccino per la poliomielite
- 1966 – L'LSD viene dichiarato illegale negli Stati Uniti
- 1973 – Scoppia la guerra del Kippur
- 1976
  - La cosiddetta Banda dei Quattro in Cina viene arrestata accusata di un tentato colpo di Stato
  - Massacro dell'Università Thammasat di Bangkok, in Thailandia, e conseguente colpo di Stato militare che porta al potere la fazione filo-monarchica dell'esercito
- 1981 – Nel corso di un attentato viene ucciso il presidente egiziano Anwar al-Sadat
- 1987 – Il colonnello Sitiveni Rabuka, dopo un colpo di Stato, proclama le Isole Figi una repubblica
- 1990 – Avviene il lancio della sonda spaziale Ulysses per lo studio del Sole
- 1995
  - Per la prima volta, intorno a una stella simile al Sole (la 51 Pegasi), viene avvistato un pianeta extrasolare
  - Attentato alla metropolitana di Parigi (Linea 7) alla fermata Maison Blanche
- 2000 – Slobodan Milošević si dimette
- 2002
  - Attentato alla petroliera francese Limburg, nello Yemen
  - Il fondatore dell'Opus Dei Josemaría Escrivá, è canonizzato da papa Giovanni Paolo II
- 2010 – Debutta, inizialmente solo per IOS, l'applicazione di condivisione foto Instagram
- 2016 – Il portoghese António Guterres viene eletto segretario generale delle Nazioni Unite

## Nati
Ci sono circa 1 150 voci su persone nate il 6 ottobre; vedi la pagina Nati il 6 ottobre per un elenco descrittivo o la categoria Nati il 6 ottobre per un indice alfabetico.

## Morti
Ci sono circa 510 voci su persone morte il 6 ottobre; vedi la pagina Morti il 6 ottobre per un elenco descrittivo o la categoria Morti il 6 ottobre per un indice alfabetico.

## Feste e ricorrenze

### Religiose
Cristianesimo:
- San Bruno di Colonia, sacerdote e monaco
- Sant'Alberta, martire
- Sant'Artaldo di Belley, certosino e vescovo
- Sant'Enimia del Gévaudan, vergine
- Santa Fede di Agen, martire
- San Francesco Tran Van Trung, martire
- San Giovanni Xenos
- San Magno di Oderzo, vescovo
- Santa Maria Francesca delle Cinque Piaghe (Anna Maria Rosa Gallo), religiosa
- San Pardulfo, abate di Guéret
- San Renato di Sorrento, vescovo
- San Romano di Auxerre, vescovo
- San Sagaris vescovo (o Sagaro, Sagara), vescovo e martire
- Sant'Ywi (Ivio), monaco
- Beato Adalberone di Würzburg, vescovo
- Beato Alessandro da Ceva (Ascanio Pallavicino), eremita camaldolese
- Beato Bernardo Placido Fabrega Julia, religioso e martire
- Beato Francesco Hunot, martire
- Beato Giacomo de Prunera, mercedario
- Beati Giovanni e Tecla Hashimoto, sposi, e figli, martiri giapponesi
- Beato Isidoro di San Giuseppe (Isidoro De Loor), passionista
- Beata Marie-Rose Durocher (Eulalie-Mélanie), fondatrice delle Suore dei Santi Nomi di Gesù e Maria
- Beati martiri di Kyoto

Religione romana antica e moderna:
- Ludi Alamannici, secondo giorno

## Curiosità
- Nel telefilm FlashForward, il 6 ottobre 2009 tutte le persone in ogni angolo del mondo perdono i sensi per 2 minuti e 17 secondi. In questo periodo di tempo, ognuno vede il proprio futuro in una premonizione (un flash forward, appunto): 2 minuti e 17 secondi del 29 aprile 2010.